# Marc Larumbe
Marc Larumbe Gonfaus (Barcelona, 30. svibnja 1994.) španjolski je vaterpolist.

## Klupska karijera
Započeo je igrati vaterpolo u klubu Natació Catalunya, debitirao je u prvoj momčadi u sezoni 2011.-'12. Godine 2014. odlazi u CE Mediterrani gdje je igrao samo godinu dana. Sljedeće sezone potpisao je za Barcelonetu, s kojom je osvojio velik broj naslova Španjolske i španjolskih kupova.

## Reprezentativna karijera
Osvojio je zlatnu medalju na Svjetskom prvenstvu u Budimpešti 2022., srebro u Gwangju 2019. i broncu na Svjetskom prvenstvu u Fukuoki 2023. godine. 
Na Europskom prvenstvu u Splitu 2022. osvojio je broncu, a na Europskom prvenstvu u Zagrebu i Dubrovniku 2024. zlatnu medalju, uz dva srebra na Europskim prvenstvima u vaterpolu u Barceloni 2018. i Budimpešti 2020. godine.